# Los Speakers (EP)
Los Speakers (EP) es un EP (Extended Play) titulado Los Speakers de la banda Bogotána del mismo nombre. Es un trabajo no muy conocido de ellos ya que no se sabe muy bien en que año apareció, pero 1967 es el año más aproximado, debido a que su portada revela algunas pistas como las siguientes: Rodrigo García aparece con el pelo más largo; además ese fue el año en que Fernando Latorre salió del grupo y no se le ve en la portada lo que implica que de pronto se hizo antes de la llegada de Edgar Dueñas (Baterista) y que Tuercas, Tornillos y Alicates su tercer LP de 1967. Una curiosidad es que Luis Duñas siendo guitarrista sostiene en sus manos unas baquetas lo que supone a que el haría las pistas de la batería del EP, debido a la ausuencia de Fernando Latorre, baterista original de la banda. Se hizo para la Disquera Bambuco y contiene cuatro canciones, entre ellas una versión de Los Brincos: "El segundo amor". 

## Listado de canciones
- Cara A

1. "Lucila" (Penniman-Collins)
2. "Sin tener que mentir" (Carter-Lewis-Martín)

- Cara B

1. "Cherry-Cherry" (Neil Diamond)
2. "El segundo amor" (Los Brincos)

## Integrantes
- Rodrigo García - Guitarrista, Compositor, Cantante, Pianista, Violinista
- Humberto Monroy - Bajista, Compositor, Cantante
- Oswaldo Hernández - Guitarra
- Luis Dueñas - Baterista , Voz

- Datos: Q5980398